# La noche de enfrente
La noche de enfrente es una película chilena de 2012, dirigida por Raúl Ruiz. Fue estrenada en la Quincena de Realizadores del Festival de Cannes de 2012, así como en el Festival de Cine de Toronto y en el de Nueva York ese mismo año y en el de Hong Kong en 2013.

## Argumento
La película es una obra póstuma de Raúl Ruiz, muerto en París el 19 de agosto de 2011. Está basada libremente en la novela homónima del escritor chileno Hernán del Solar. Siendo su última obra completada, Ruiz creó una película sobre la idea de muerte en sí misma, jugando con diversas dimensiones temporales.
La historia en sí trata acerca de un anciano jubilado, Don Celso (Sergio Hernández), quien esperando su muerte inminente, revive escenas de su infancia, a veces reales, a veces inventadas. El tema central del filme cuenta el paso del ensueño a la pesadilla.

## Reparto
- Christian Vadim como Profesor Giono.
- Sergio Hernández como Celso Robles.
- Santiago Figueroa como Celso Niño.
- Valentina Vargas como Nigilda.
- Chamila Rodríguez como Rosina.
- Pedro Vicuña como Antenor.
- Cristián Gajardo como Rolo Pedro.
- Pedro Villagra como Capitán.
- Pablo Krögh como Gural Piriña.
- Marcial Edwards como Jefe.
- Valentina Muhr como Laurita Petrafiel.
- Sergio Schmied como Beethoven.
- Daniel Guillón como Belmar.
- Viviana Herrera como Madre de Celso.
- Arturo Rossel como Padre de Celso.
- Eugenio Morales como Abuelo de Celso.
- Arnaldo Berríos como Padre de Belmar.
- José Luis López como Carlos Guerrero.
- Cassiel Rojas como Jorge Morales.
- Francisco Celhay como Ciclista Ugalde.
- Juan Pablo Miranda como Robledano.
- Roberto Cobian como Sr. Sarmiento
- Karina Meza como Hija de Belmar.
- Eduardo Jaramillo como Almacenero.
- Felipe Toledo como Gustavo.
- Carlos Flores como Sr. Bitis

## Recepción
La Noche de Enfrente fue seleccionada para ser exhibida en los siguientes festivales de cine:
- Festival de Cine de Nueva York (2012)[9]
- Festival de Cine de Cannes (2012)[10]
- Festival de Cine de Toronto (2012)[11]
- Festival de Cine de Hong Kong (2013)[12]